# Skripnikowo
Skripnikowo (ros. Скрипниково) – wieś (sieło) w Rosji, w obwodzie woroneskim, w rejonie kałaczejewskim. W 2010 liczyła 449 mieszkańców.